# قبضة (كرة المضرب)
في لعبة كرة المضرب (التنس)، القبضة هي طريقة لإمساك المَضرب من أجل تسديد الضربات أثناء المباراة. المقابض الثلاثة الأكثر شيوعاً هي: كونتيننتال (أو «تشوبر»)، والشرقية، وشبه الغربية. يغير معظم اللاعبين قبضاتهم أثناء المباراة اعتماداً على التسديدة التي يضربونها.

## المقبض الثماني
لفهم السيطرة على المقبض، من المهم أن تعرف أن مقبض المضرب يتكون دائماً من 8 جوانب أو بعبارة أخرى، له شكل ثماني. الشكل المربع سيؤذي اليد، بينما الشكل الدائري لن يعطي احتكاكاً كافياً للحصول على قبضة قوية. تسمى الجوانب الثمانية للمقبض الحواف. يمكن ترقيمها من 1 إلى 8 على النحو التالي: إذا كانت شفرة المضرب عمودية على الأرض، فإن الحافة المواجهة للأعلى تكون حافة رقم 1. بتدوير المضرب في اتجاه عقارب الساعة تكون الحافة التالية المواجِهة لأعلى هي حافة رقم 2 لليد اليمنى، وعكس اتجاه عقارب الساعة بالنسبة لليسار، وهكذا لتحديد جميع الحواف الثمانية.

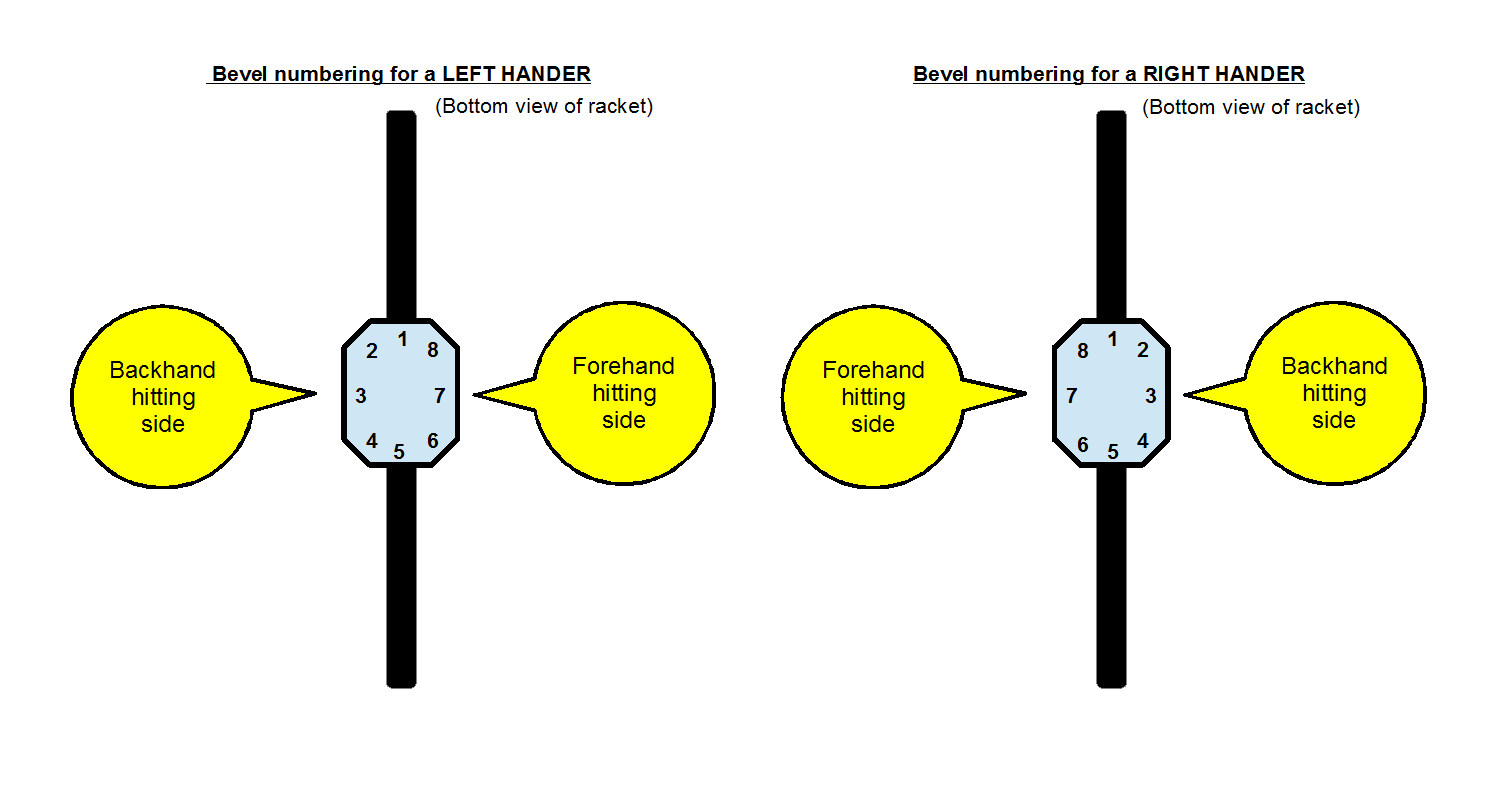
ترقيم الحواف على قبضة مضرب التنس

## القبضات

### قبضة اليد الأمامية الشرقية (حافة رقم 3)
يتم استخدام قبضة اليد الأمامية الشرقية بشكل أساسي لضربات الأرض المسطحة. من أجل تنفيذ قبضة أمامية شرقية مناسبة، يحتاج اللاعبون إلى كل من مفصل المؤشر ووسادة الكعب للراحة على حافة رقم 3. طريقة سهلة لتنفيذ ذلك هي وضع راحة اليد بشكل مسطح على الأوتار والانزلاق لأسفل إلى المقبض والإمساك من أجل تحقيق ضربة أمامية شرقية. المزايا هي واحدة من أسهل أدوات التحكم لتعلم الضربات الأمامية، ومن الأسهل والأسرع التغيير إلى كونتيننتال للقيام ببعض الضربات الطائرة أو الدوران العلوي أو الشريحة. ومن بين اللاعبين البارزين بهذه القبضة خوان مارتن ديل بوترو، وروجر فيدرر وستيفي جراف.

### قبضة اليد شبه الغربية (حافة رقم 4)
القبضة شبه الغربية هي شكل «متقدم» يغيره معظم اللاعبين عن قصد أو يجدونها بشكل طبيعي من خلال التدريب. تغلق هذه القبضة وجه المضرب أكثر عند التلامس، مما يسمح بمزيد من التدوير العلوي ولكن لا يزال بإمكانه توليد السرعة. هذه القبضة هي الأكثر شعبية في الجولة ويستخدمها العديد من العظماء، مثل رافائيل نادال وآندي موراي.

### قبضة اليد الغربية (شطبة رقم 5)
القبضة الغربية هي واحدة من أكثر المقابض الأمامية تطرفاً المستخدمة لتوليد الدوران العلوي. هذه القبضة تغلق وجه المضرب أكثر من شبه الغربي وكان يستخدمه في الأصل رافائيل نادال. هذه القبضة رائعة لتعظيم الهامش وضرب الكرات العميقة. اللاعبون البارزون الذين يستخدمون هذه القبضة هم كارين خاشانوف وكي نيشيكوري. الاختلاف الآخرالذي شاعه نوفاك ديوكوفيتش، هو القبضة الغربية 3/4 من أجل هذه القبضة يكون المفصل قليلاً على الحافة شبه الغربية (4) ولوحة الكعب أكثر على الجانب الغربي.

### قبضة هاواي الأمامية (حافة رقم 6)
قبضة هاواي هي أقصى قبضة أمامية مستخدمة لتوليد دوران علوي ثقيل. بسبب وضعية المعصم الشديدة، لا ينصح باستخدامه لأنه قد يسبب ألم في الرسغ ومشاكل أخرى في المفاصل. تتمثل طبيعة القبضة في إنشاء دوران علوي بسبب وجه المضرب المغلق. هذا يعني أنه من الصعب القيادة عبر الكرة، ومع ذلك لا يزال من الممكن استخدامه. أشهر لاعب يستخدم هذه القبضة هو ألبرتو بيراساتيغوي.

### قبضة اليد المزدوجة الأمامية (حافة رقم 2 + حافة رقم 7)
يتم الحصول على قبضة اليد الأساسية ذات اليد المزدوجة عن طريق إمساك المضرب بقبضة منتظمة، ثم وضع اليد اليسرى فوقها في قبضة اليد الشرقية اليسرى. هذا يضع الحواف المرجعية لليدين مقابل بعضهما البعض تماماً. يعد حمل المضرب باستخدام اليدين للضربة الأمامية أمراً غير معتاد للغاية، ولكن بعض لاعبي WTA المشهورين (مثل: مونيكا سيليش وهيش سو وي) استخدموه بنجاح. في حين أنه يقصر من الوصول إلى الأمام ويقلل من الطاقة القصوى، فإنه يوفر دقة منقطعة النظير، والتي قد تعوض أكثر من العيوب السابقة. أيضاً جَنباً إلى جنب مع الضربة الخلفية بكلتا يديه، يكاد يكون من المستحيل على الخصم أن يرى الجانب (الضربة الخلفية أو الضربة الأمامية) الذي يضرب الكرة. غالباً ما تكون الجوانب دقيقة بنفس القدر، ولا يلزم تغيير القبضة.

### قبضة اليد الشرقية (حافة رقم 1)
يتم الحصول على قبضة اليد الخلفية الشرقية عند وضع اليد بحيث يكون المفصل الأساسي لإصبع السبابة وكعب اليد على الحافة رقم 1. تسمح هذه القبضة بالدوران والتحكم بشكل كبير. يتم استخدام الوجه المقابل للمضرب مقارنة بالجهة الشرقية. بالنسبة لشخص يستخدم قبضة أمامية غربية، من ناحية أخرى، يتم استخدام نفس وجه المضرب كما هو الحال في المقدمة لضرب الكرة؛ لا حاجة لتغيير المقبضين إذا تم لعب اليد الأمامية بقبضة غربية.

### قبضة اليد شبه الغربية (حافة رقم 8)
تتحقق قبضة اليد الخلفية شبه الغربية عن طريق وضع اليد بحيث يكون مفصل إصبع السبابة على شطبة رقم 8. ومقارنة بالمقبض القاري، فإن الشفرة تدور 90 درجة في اتجاه عقارب الساعة. على الرغم من أن القبضة شبه الغربية ليست شائعة مثل قبضة اليد الخلفية الشرقية، نظراً للوضع المغلق بشكل طبيعي للمضرب، إلا أن القبضة شبه الغربية تسمح بدرجة أكبر من الدوران العلوي ولا يزال بإمكانها توليد السرعة.
هذا يعادل في الأساس قبضة اليد الأمامية شبه الغربية. يتم استخدام نفس وجه المضرب كما هو الحال في المقدمة لضرب الكرة. لا حاجة لتغيير المقبضين إذا لعبت الضربة الأمامية بقبضة شبه غربية.

### قبضة اليد الخلفية شبه الغربية (حافة رقم 2 + حافة رقم 6)
يتم الحصول على قبضة اليد الخلفية الأساسية من خلال إمساك المضرب بقبضة منتظمة، ثم وضع اليد اليسرى فوقها في قبضة اليد اليسرى شبه الغربية. هذا يضع الحواف المرجعية لليدين مقابل بعضهما البعض تماماً، يعد حمل المضرب باستخدام اليدين للخلف أمراً شائعاً للغاية، ولكن هناك العديد من الأختلافات في الوضع الدقيق لليدين. هذا يختلف أيضاً بين لاعبي اليد اليمنى واليسرى.
يستخدم المضرب وجهاً مختلفاً عن الجانب الأمامي لضرب الكرة.

## تطور قبضة اليد الأمامية
لعدد من السنوات خلال العقدين الأولين من القرن العشرين، اعتبر العديد من [[تلاعب بالألفاظ]] أن اللاعب الصغير الضعيف بيل جونستون يمتلك أفضل ضربة أمامية على الإطلاق، وهي ضربة ضربها على الكتف باستخدام ضربة غربية. استخدم القليل من اللاعبين الكبار القبضة الغربية بعد عشرينيات القرن الماضي، ولكن في الجزء الأخير من القرن العشرين حيث تغيرت تقنيات ومعدات صنع التسديدات بشكل جذري، عادت الضربات الأمامية الغربية بقوة ويستخدمها الآن العديد من اللاعبين المعاصرين. مع التغييرات في التكنولوجيا، أصبح استخدام المقابض المختلفة بشكل مختلف تماماً عن السابق. أولاً، تُستخدم القبضة القارية بشكل أساسي للخدمة والتسديد، وليس لتسديد الضربات الأمامية أو الضربة الخلفية. لا تزال القبضة الشرقية مستخدمة، على الرغم من أنها أقل بكثير مما كانت عليه في الماضي، وتُستخدم لإصابة طلقات مسطحة للغاية. إنه لأمر ممتاز أن تسدد تسديدات منخفضة التمرير. القبضة الأكثر شعبية في الجولة هي القبضة شبه الغربية. إنه يعطي مزيجاً رائعاً من الدوران والسرعة على الجبهة، ويوفر سهولة للإنتقال إلى قبضة اليد الخلفية. أخيراً، فإن القبضة الغربية (وتنوعاتها الشديدة)، هي بعض من أكثر المقابض جذرية المستخدمة في الجولة، ومعظمها من قبل الملاعب الطينية، وتستخدم لإنشاء كميات هائلة من التوبسبين.

## تطور قبضة اليد الخلفية
يمكن تنفيذ الضربة الخلفية بيد واحدة أو بكلتا اليدين. اعتباراً من عام 2014، استخدمت ثلاث من أفضل 100 امرأة في التصنيف القبضة بيد واحدة. استخدم 24 رجلاً من بين أفضل 100 رجل في التصنيف القبضة بيد واحدة، بانخفاض عن 50 تقريباً قبل عقد من الزمان.
لمعظم القرن العشرين، كان يتم تنفيذ الضربة الخلفية بيد واحدة، إما باستخدام اليد الخلفية الشرقية أو القبضة القارية. في لعبة التنس الحديثة، هناك عدد قليل من اللاعبين المحترفين الذين يستخدمون الضربة الخلفية شبه الغربية بيد واحدة. يتم تنفيذ هذه التسديدة بطريقة مشابهة للضربة الأمامية الشرقية. لديها إمكانات أعلى بكثير من الدوران الشرقي التقليدي. تسهل قبضة اليد الخلفية شبه الغربية على اللاعب بيد واحدة ضرب الكرات على ارتفاع الكتف، ولكن من الصعب ضرب الكرات المنخفضة، والعكس بالعكس بالنسبة للضربة الخلفية الشرقية بيد واحدة. اللاعب الشرقي يتم استخدام الضربات الخلفية ذات اليد الخلفية ومتغيراتها من قبل معظم المحترفين الذين لديهم قيادة قوية بيد واحدة، مثل غوستافو كويرتن (متقاعد الآن)، وخاصة ريتشارد جاسكيه بين الرجال، وجوستين هينين (المتقاعدة الآن) بين النساء.
يتم استخدام اليد الخلفية ذات اليدين بشكل شائع مع اليد الأمامية التي تمسك المضرب بقبضة قارية واليد غير المسيطرة التي تمسك المضرب بقبضة أمامية شبه غربية. في حين أن هذه هي الطريقة الأكثر شيوعاً لِالضرب باليد الخلفية، إلا أن هناك لاعبين يستخدمون طرقاً مختلفة للإمساك بالمضرب بضربة خلفية بكلتا اليدين.
لطالما اعتبر اللاعب دون بادج صاحب أفضل ضربات خلفية على الإطلاق، وكان لديه ضربة قوية بيد واحدة في الثلاثينيات والأربعينيات من القرن الماضي والتي نقلت الكرة إلى الدوران العلوي. استخدم كين روزوال، الذي يستخدم بيد واحدة، ضربة خلفية دقيقة للغاية مع دعامة خلال الخمسينيات والستينيات. غالباً ما تستخدم شريحة اليد الخلفية في التجمعات لأنها لقطة مريحة. زاد أندريه أغاسي على وجه الخصوص من استخدامه للضربة الخلفية بيد واحدة وغالباً ما يصطدم بها بضربة ثابتة.

## تستخدم القيضات للخدمة
تعتمد قبضة الإرسال على نوع الإرسال. على المستويات الاحترافية، تستخدم القبضة القارية لضرب جميع الإرسال. يدير بعض اللاعبين القبضة أكثر نحو القبضة الخلفية الشرقية (حافة رقم 1)، لزيادة الدوران أثناء إرسال الركلة.
لإضفاء شريحة على الإرسال يقذف الخادم الكرة قليلاً إلى يمين الجسم (إذا كانوا يمينًا) ويقطع الكرة قطرياً لإنشاء الجانب والدوران العلوي. بالنسبة إلى اليد اليمنى تقدم الشريحة منحنيات لليسار وللأسفل في الملعب؛ يؤدي ذلك إلى سحب اللاعبين للخارج أو تشويشهم في أجسادهم لإعداد كرة عالية ووضعها بعيداً.
هناك أيضاً إرسال الركلات التي تستخدم على نطاق واسع في الإرسال الثاني بسبب هامشه الكبير، وقدرته على الهبوط في الملعب، ولإعاقة الخصم بسبب دورانه. بالنسبة لمعظم الأشخاص يتم ضرب الإرسال في وضعية الدوران العلوي باستخدام قبضة أمامية قارية (حافة رقم 2) ويستخدم البعض قبضة خلفية شرقية (حافة رقم 1) لتوليد المزيد من الدوران.